# Gehyra macra
Gehyra macra (пілбарська скельна дтелла) — вид геконоподібних ящірок родини геконових (Gekkonidae). Ендемік Австралії. Описаний у 2018 році.

## Поширення і екологія
Пілбарські скельні дтелли мешкають на північних і східних окраїнах регіону Пілбара у Західній Австралії. Вони живуть в тріщинах серед гранітних скель.